# Chula Vista
Chula Vista (aus dem Spanischen für Schöne Aussicht) ist die zweitgrößte Stadt im San Diego County im US-Bundesstaat Kalifornien mit 275.487 Einwohnern auf einer Fläche von 132,7 km². Die Stadt befindet sich an den Interstates 5 und 805 sowie der California State Route 54. Die Stadt stellt eine principal city der Metropolitan Statistical Area (MSA) San Diego–Chula Vista–Carlsbad dar.

## Geographie

### Geographische Lage
Chula Vista befindet sich etwa elf Kilometer vom Zentrum San Diegos und elf Kilometer von der mexikanischen Grenze entfernt. Im Westen grenzt die Stadt an die San Diego Bay, im Osten an die Jamul- und die San Ysidro-Berge. Im Norden bilden der Sweetwater River und im Süden der Otay River die natürliche Begrenzung des Stadtgebietes. Im Norden und Süden grenzt die Stadt an San Diego (San Diego wird durch Chula Vista in zwei Teile geteilt).

## Geschichte
Das Gebiet des heutigen Chula Vista wurde lange Zeit von den Kumeyaay-Indianern bewohnt. Im Jahr 1542 erreichten drei Schiffe unter Befehl des in spanischen Diensten stehenden Portugiesen Juan Rodríguez Cabrillo den Point Loma bei San Diego. Cabrillo ging als erster Europäer an Land und erklärte seine Entdeckung zum Besitz der Spanischen Krone. Damit wurde auch das Gebiet von Chula Vista spanisch. 1795 wurde Chula Vista Teil der spanischen Landzuteilung und erhielt den Namen Rancho del Rey (Königsranch). Nachdem Mexiko die Unabhängigkeit von Spanien erlangte, erhielt das Gebiet den Namen Rancho de la Nación (Nationalranch). Die Ranch besaß Rinder und Pferde und nutzte das Land des heutigen Chula Vista als Weidefläche. Im Jahr 1850 nahmen die USA Kalifornien als 31. Bundesstaat auf, wodurch auch das Gebiet von Chula Vista US-amerikanisch wurde.
In den 1880er Jahren begann die San Diego Land and Town Company, die Ranch in kleinen Teilen an Siedler zu verkaufen. Die Parzellen mit einer Fläche von fünf Acre kosteten im Jahr 1887 1500 S-Dollar. Der Käufer verpflichtete sich innerhalb von sechs Monaten ein Haus auf seiner Parzelle zu errichten. Bis 1889 befanden sich zehn Häuser im Bau und die Entwicklung der Stadt Chula Vista nahm ihren Anfang. Der Name Chula Vista wurde von einem der ersten Einwohner, James D. Schulyer, vorgeschlagen und von der San Diego Land and Town Company übernommen. Im Jahr 1888 wurde der Sweetwater Dam fertiggestellt, um die Bewohner der Stadt und ihre Felder mit Wasser zu versorgen. Bald stellten sich Zitrusbäume als ideale Nutzpflanzen für den hiesigen Boden heraus. Letztendlich wurde aus Chula Vista für eine Zeit lang das größte Zitronenanbaugebiet der Welt.
Am 17. Oktober 1911 stimmten die Bürger Chula Vistas dafür, den formellen Status einer Gemeinde zu erlangen. Der Bundesstaat Kalifornien genehmigte die Gemeindegründung im November des gleichen Jahres. Im Februar 1916 begann die Hercules Powder Company mit der Planung und Errichtung eines Werkes zur Herstellung von Asche aus Seetang (engl. kelp). Die Tangasche diente als Quelle für die Gewinnung von Stoffen, die man bei der Herstellung von Explosivstoffen benötigt. Die Fabrik stellte Kaliumcarbonat und Aceton her, woraus Kordit gemacht wurde. Kordit ist ein rauchschwaches Schießpulver, das die Britische Armee im Ersten Weltkrieg einsetzte. Während des Krieges stellte Hercules insgesamt 20.838 t Kordit für die Britische Regierung her. Zur Rohstoffgewinnung betrieb Hercules die zu dieser Zeit weltgrößte Ernteflotte für Seetang. Der Standort der ehemaligen Fabrik von Hercules in Chula Vista heißt heute Gunpowder Point und dient dem Chula Vista Nature Center als Ausstellungs- und Exkursionsgelände.
Anfang 1941 verlegte die Rohr Aircraft Corporation ihren Sitz und die Produktion nach Chula Vista. Als die Produktion für den Zweiten Weltkrieg ihren Höhepunkt erreichte, beschäftigte Rohr 9000 Arbeiter in der Gegend. Mit dem Bau neuer Häuser für die Arbeiter verschwanden die meisten der Obstgärten mit den Zitrusbäumen aus dem Stadtbild. Die Einwohnerzahl Chula Vistas verdreifachte sich von 5000 im Jahr 1940 auf mehr als 16.000 im Jahr 1950. In den Jahrzehnten danach breitete sich die Stadt weiter nach Osten aus und wurde zur zweitgrößten Stadt im San Diego County.

## Politik

### Städtepartnerschaften
Chula Vista unterhält Partnerschaften mit folgenden Städten:
- Odawara, Japan
- Cebu City, Philippinen
- Irapuato, Mexiko

## Söhne und Töchter der Stadt
- Ray Locke MacDonald (1931–vor 2009), Chemiker
- Brian Maple (* 1939), Festkörperphysiker
- William R. Roush (* 1952), Chemiker
- Mike Stockalper (* 1958), amerikanisch-schweizerischer Basketballspieler
- El Vez (* 1960), mexikanisch-amerikanischer Musiker und Singer-Songwriter, eigentlich Robert López
- Craig Coxe (* 1964), Eishockeyspieler
- Rebekah Del Rio (1967–2025), Sängerin, Songwriterin und Schauspielerin
- Carmen Serano (* 1973), Schauspielerin
- Rey Mysterio (* 1974), mexikanisch-amerikanischer Wrestler
- Jenna Presley (* 1987), Pornodarstellerin und Schauspielerin
- Jason Myers (* 1991), American-Football-Spieler
- Paul Arriola (* 1995), Fußballspieler

## Galerie

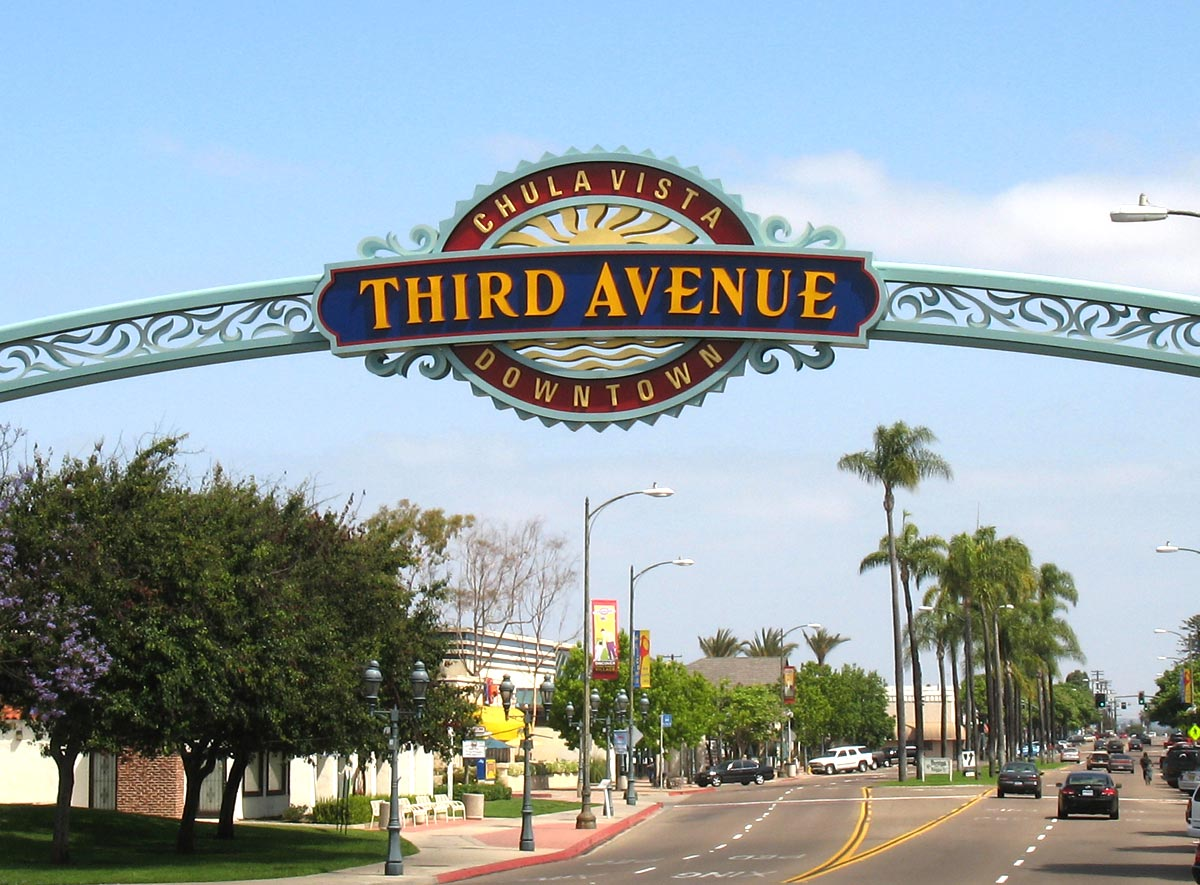
Third Avenue in Downtown Chula Vista
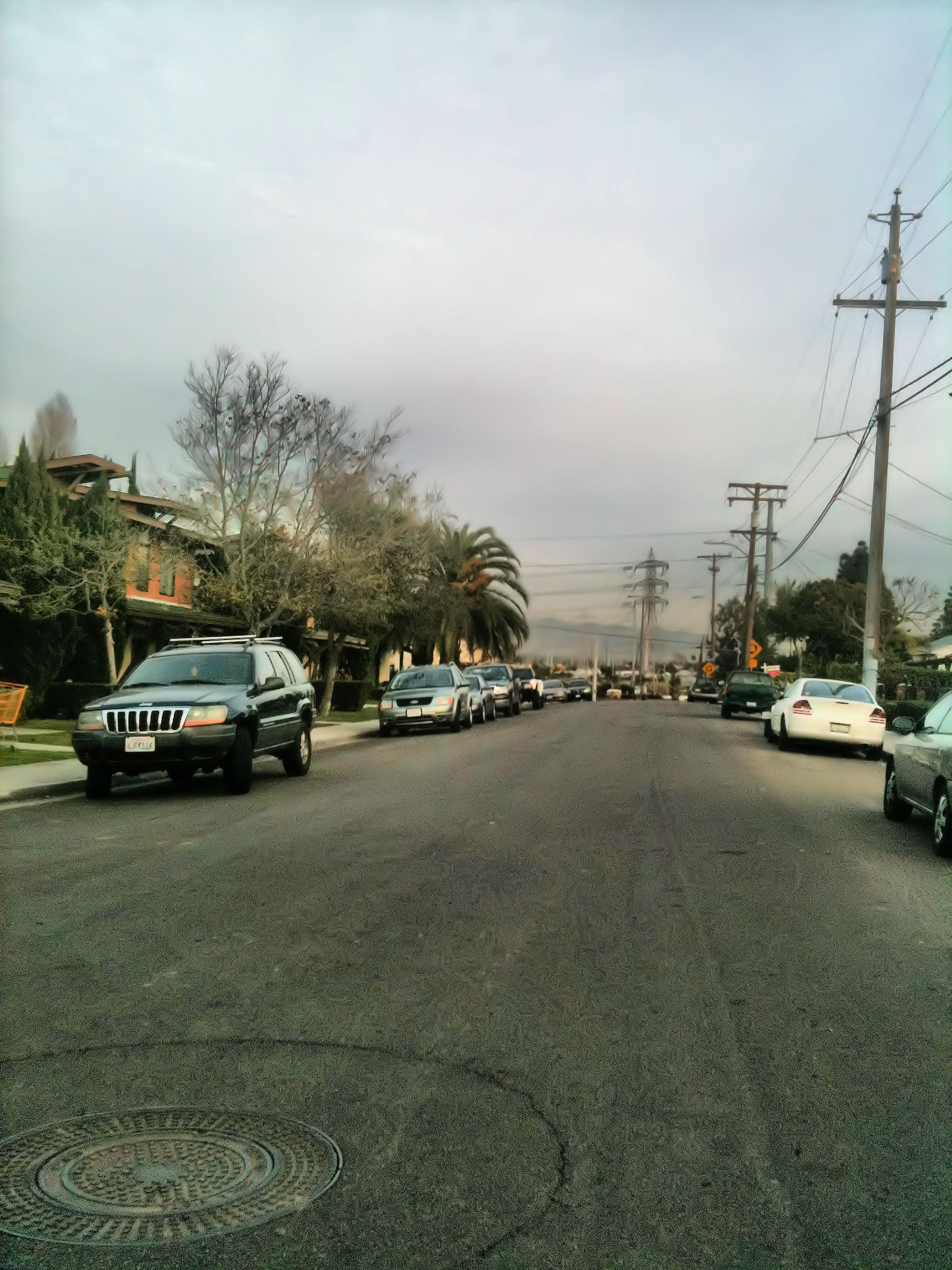
Ada Street in Chula Vista
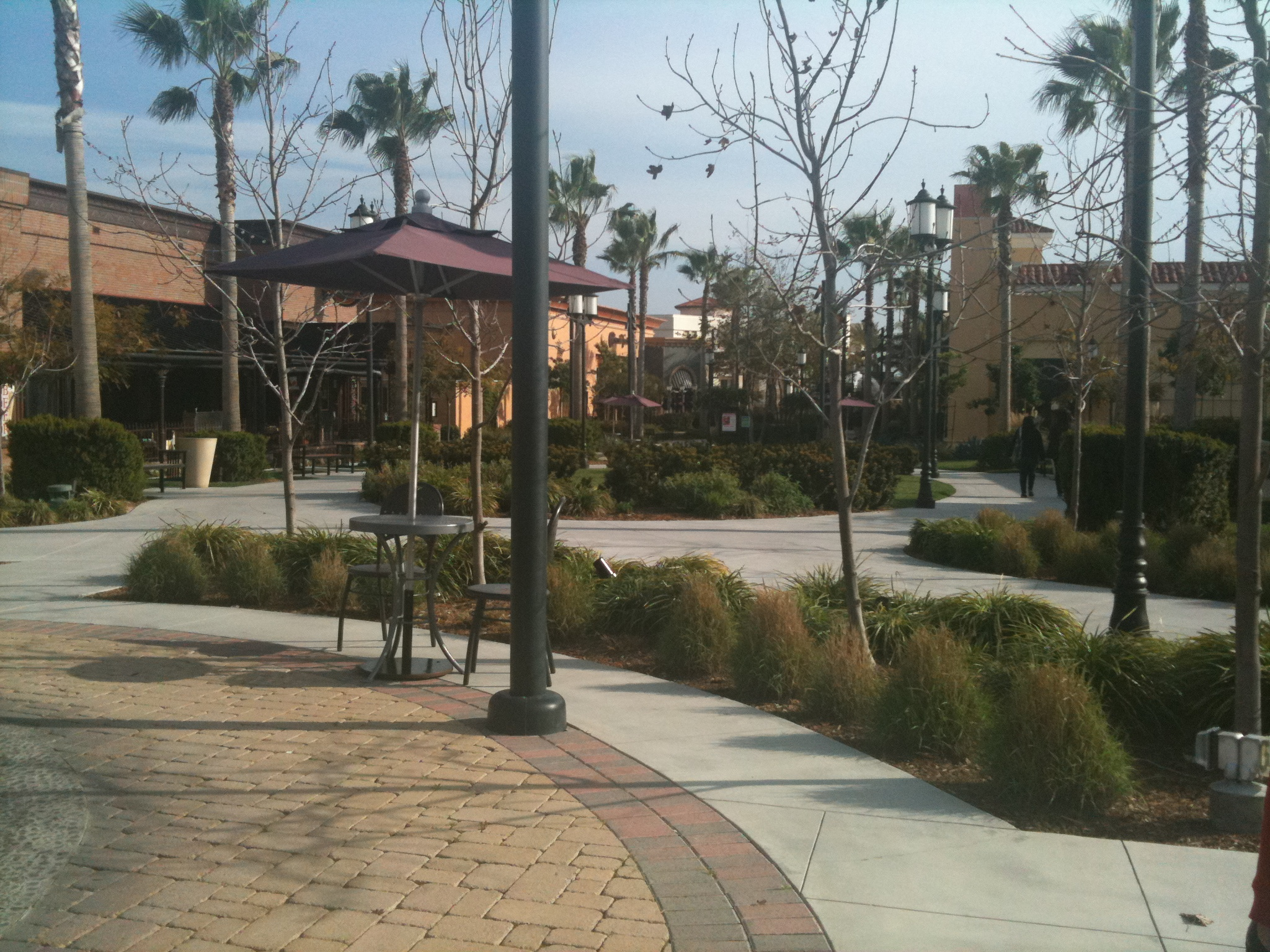
Otay Ranch Town Center Mall
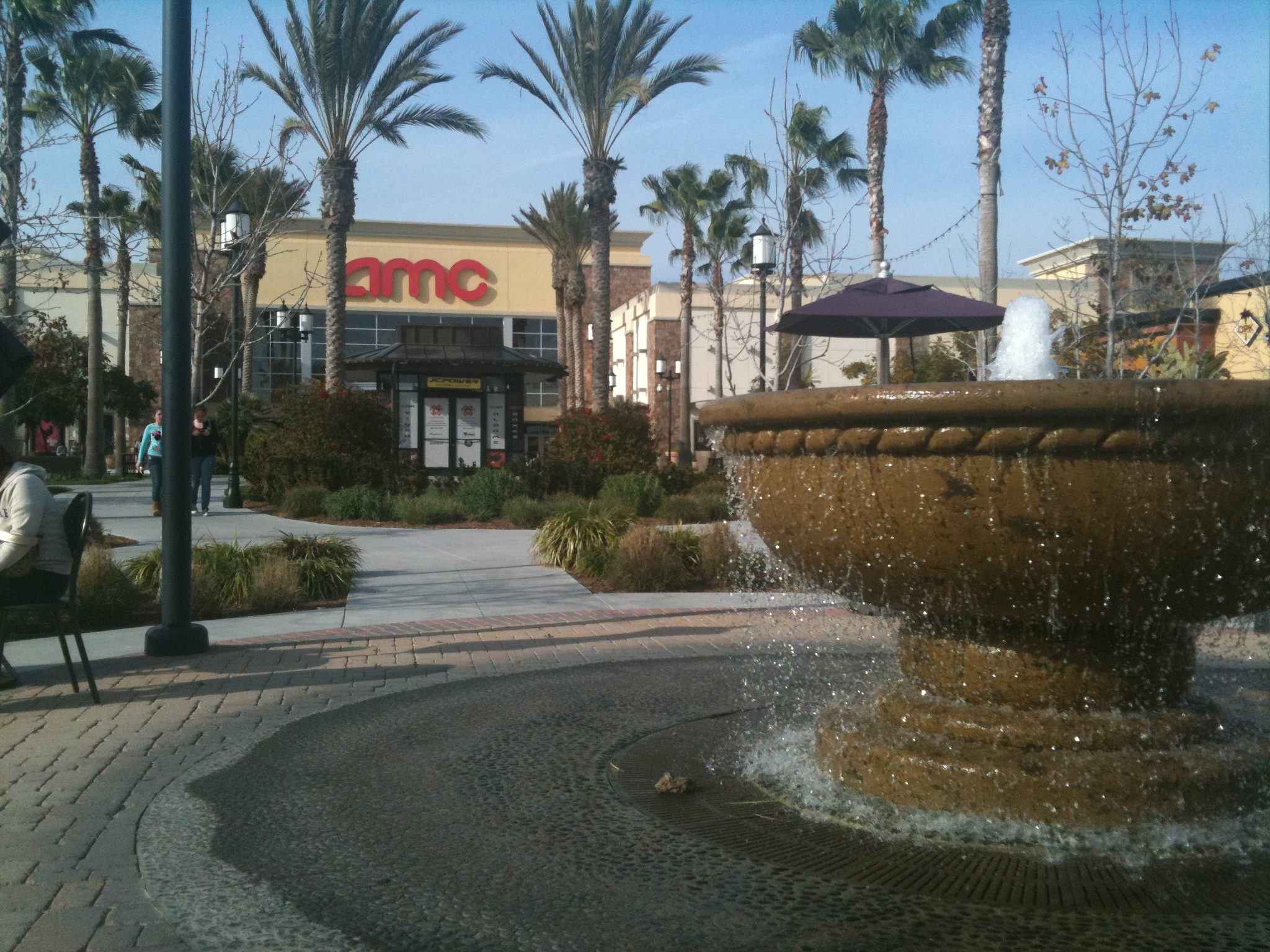
Otay Ranch Town Center Mall
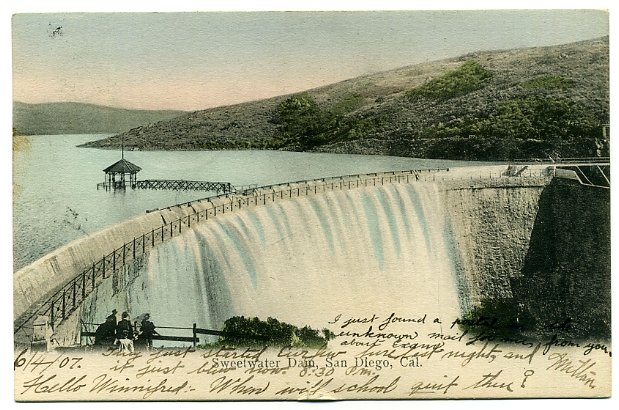
Postkarte des Sweetwater Dam
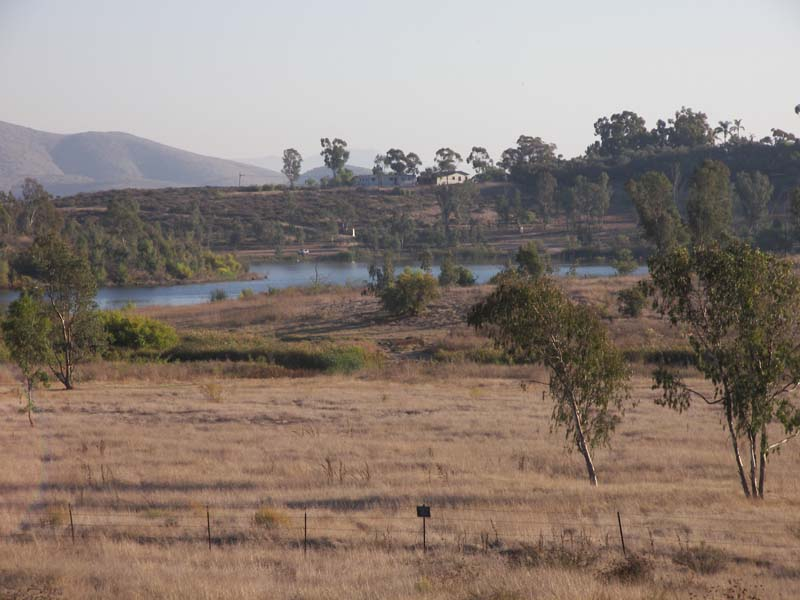
Proctor Valley in Chula Vista
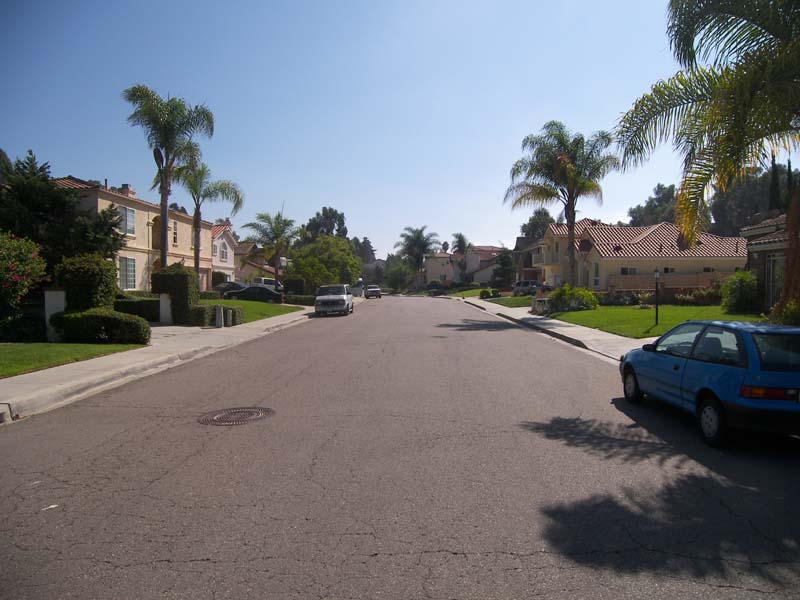
Ein Viertel im Osten Chula Vistas